# Milonga
La milonga és un tipus de música i dansa de compàs binari (normalment en 2/4) nascuda al segle xix, típica de l'Argentina, de l'Uruguai i del Rio Grande do Sul. Molt emparentada amb el tango, es diferencia d'aquest, principalment, perquè el seu ritme és més ràpid i vivaç i pels seus característics girs melòdics. La milonga té variants urbanes i rurals, i ha estat cultivada per músics de tots els camps, i ha arribat a les sales de concert interpretada per agrupacions populars i acadèmiques. Escriptors de la importància de Jorge Luis Borges, entre d'altres, han cultivat aquest gènere.